# Castillo de Peckforton
El Castillo de Peckforton es una casa de campo construida al estilo de los castillos medievales. Se encuentra en un bosque en el norte de las Colinas Peckforton, y a 2 km al norte del pueblo de Peckforton, en el condado de Cheshire, en Inglaterra. Es un edificio que tiene protección de Grado I. Fue construido a mediados del siglo XIX como casa familiar para John Tollemache, primer barón de Tollemache, un rico terrateniente de Cheshire y miembro del Parlamento. La familia Tollemache continuó viviendo en la casa hasta 1939. En la década de 1980 estaba inutilizado, pero desde entonces se ha convertido en un hotel y un lugar de celebración de bodas.

## Historia reciente

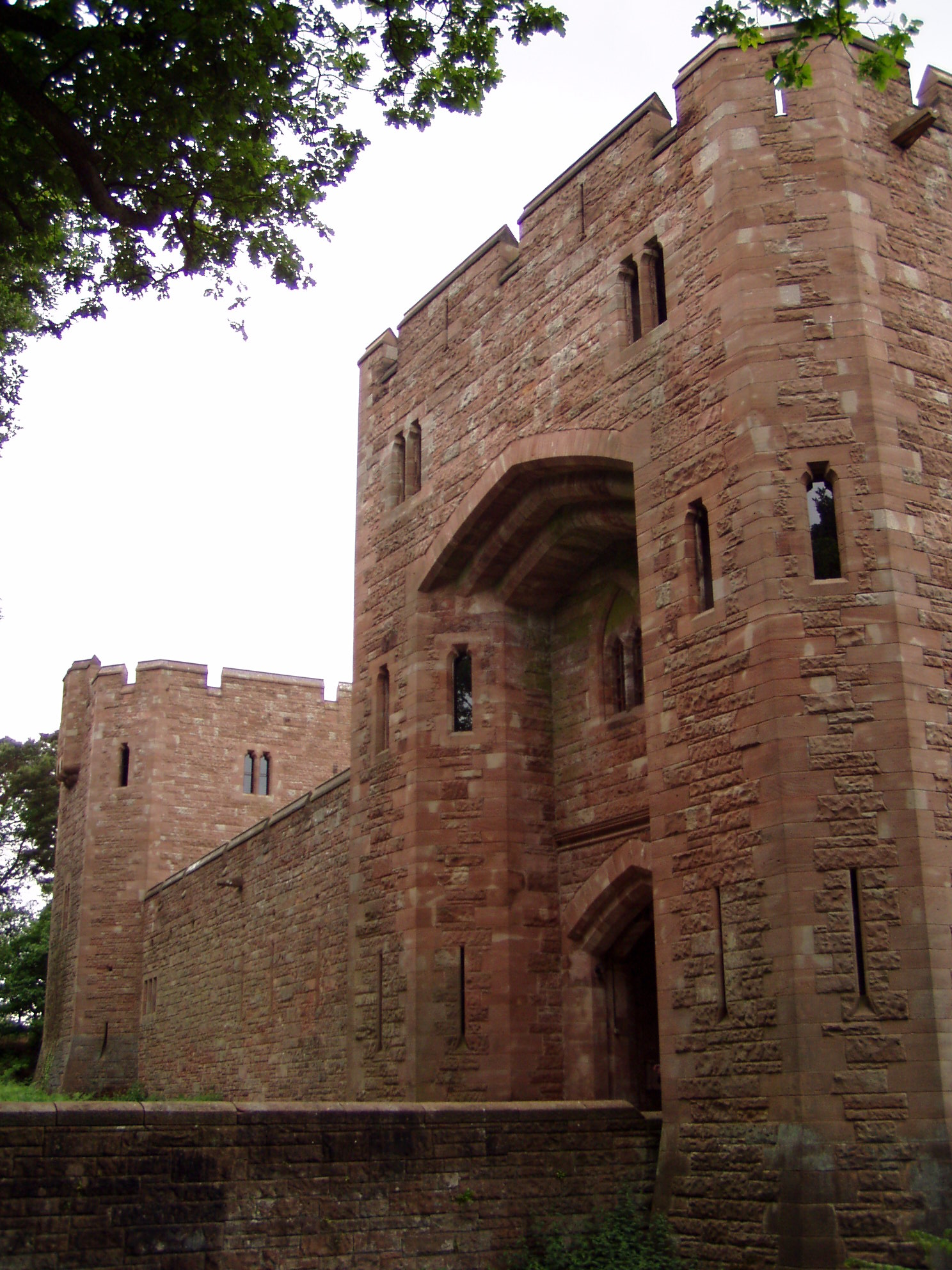
Puerta frontal del Castillo de Peckforton

El Castillo de Peckforton fue construido entre 1844 y 1850 para John Tollemache, el arquitecto fue Anthony Salvin, un eminente arquitecto del estilo neogótico. Costó 60.000 libras. Aunque fue construido como casa familiar e incluía todas las comodidades de una familia victoriana, el diseño era el de un castillo de los tiempos de Eduardo I. Tenía una impresionante puerta de entrada, con su rastrillo y un foso, y las ventanas externas no eran más anchas que una flecha. Sir George Gilbert Scott lo llamó "la cumbre del enmascaramiento". No sólo imita el diseño de un castillo normando, sino que también ocupa una posición estratégica en una empinada cresta en frente de las ruinas del antiguo Castillo de Beeston, que se encuentra en una aislada isla de roca a un kilómetro al norte.
Anthony Salvin no fue la primera elección como arquitecto. Tollemache eligió primero a George Latham de Northwich pero no llegó a contratarlo, por lo que se le pagaron unas 2.000 libras en compensación. Entonces fue cuando se contrató a Salvin, que tenía mayor reputación y más experiencia, y que ya había llevado a cabo trabajos en la casa señorial de los Tollemache en Suffolk, Helmingham Hall. Las obras fueron llevadas a cabo por Dean e Hijo de Leftwich junto con Joseph de Tarporley como secretario de la obra. La piedra se obtuvo de una cantera cercana situada a 2 km del castillo, y fue llevada hasta allí gracias a la construcción de un ferrocarril.
Ha habido debate sobre los motivos que llevaron a la construcción de un castillo normando en el siglo XIX. Tollemache era para entonces el mayor propietario de tierras en Cheshire. En opinión de William Gladstone, Tollemache era
«el mayor propietario de tierras del momento». Tollemache creía en la mejora de las condiciones sociales de su familia. Sin embargo también se le conocía como «un hombre considerablemente excéntrico». El doctor Hill Allibone es de la opinión de que tendría que haberse protegido a sí mismo y a su familia de los problemas políticos potenciales de la época que se vivieron con el cartismo. En una construcción defensiva habría sido capaz de protegerse contra cualquier revolución de las masas cercanas de Mánchester o Liverpool. Una posible razón práctica para la construcción de dicha residencia en lugar de una villa de estilo italiano, era proporcionar a la vivienda una protección contra las condiciones climáticas adversas que pudieran afectar a la llanura de Cheshire. Durdey llegó a la conclusión de que los factores decisivos fueron el utilizar su «gran herencia» para proporcionarse una casa que fuera «impresionante, dominante y adecuada para el mayor terrateniente de Cheshire». Se la conoce como «la última casa fortificada construida en Inglaterra». Fue diseñada a gran escala con maestría, ejecutada con los más altos niveles, y se la considera uno de los grandes edificios de su tiempo.

## El castillo

### El exterior
La fachada del castillo está hecha con piedra arenisca roja, con plomo, asfalto y el tejado con baldosas. El bloque principal es de tres plantas, pero tiene una torre de cinco. Los edificios se ordenan alrededor de un patio, las habitaciones principales se encuentran en el lado norte. Se encuentra rodeado por un foso seco que está cruzado por un puente a la altura de la puerta principal de entrada. Al oeste del patio central están los establos, un campanario rectangular y las cocinas con las áreas del servicio. Al norte está el gran Salón. Tras la entrada al gran salón se encuentra la torre principal que tiene forma circular. Hacia el final este del ala de la galería se encuentra la torre octogonal que sirve de biblioteca. Los muros exteriores tienen torretas defensivas en cada cambio de dirección de la muralla. Las ménsulas soportan parte de la zona almenada de las torres. Las paredes tienen aberturas en forma de aspillera, y en la puerta principal hay un puesto de guardia. La azotea cuenta con un parapeto almenado.

### El interior
El porche nos conduce al gran salón que tiene un suelo con baldosas Minton y una gran chimenea de roca. En el ala este se encuentra la Gran Galería con paneles de roble, una chimenea y un techo con paneles de madera. Tras la Gran Galería se encuentra una sala de billar con forma irregular y una sala de estar. Hacia el sur de estas estancias se encuentra la biblioteca. Tras el gran salón se encuentra la escalera principal. La torre circular de la esquina noroeste contiene un comedor octagonal con baldosas Minton en el suelo, dos chimeneas, y una bóveda con ocho radios que van hacia el escudo central. En el quinto piso de la torre circular es una habitación diseñada para jugar con raquetas, a la que se llega mediante una escalera de caracol.

### Los jardines
El castillo no tiene un jardín formal, pero al final del camino se encuentran los jardines de las cocinas, que incluye una huerta, un jardín de verduras, invernaderos y una gran orangerie. Hubo un tiempo en el que en el castillo había 17 jardineros.